# Gargara nitidipennis
Gargara nitidipennis är en insektsart som beskrevs av William D. Funkhouser. Gargara nitidipennis ingår i släktet Gargara och familjen hornstritar. Inga underarter finns listade i Catalogue of Life.